# 体积形式
数学中，体积形式提供了函数在不同坐标系（比如球坐标和圆柱坐标）下对体积积分的一种工具。更一般地，一个体积元是流形上一个测度。
在一个定向n-维流形上，体积元典型地由体积形式生成，所谓体积元是一个处处非零的n-阶微分形式。一个流形具有体积形式当且仅当它是可定向的，而可定向流形有无穷多个体积形式（细节见下）。
有一个推广的伪体积形式概念，对无论可否定向的流形都存在。
许多类型的流形有典范的（伪）体积形式，因为它们有额外的结构保证可选取一个更好的体积形式。在复情形，一个带有全纯体积形式的凯勒流形是卡拉比-丘流形。

## 定义
流形M上一个体积形式是处处非0的最高阶（n-维流形上的n-形式）微分形式。
用线丛的语言来说，称最高阶外积{\displaystyle \Omega ^{n}(M)=\Lambda ^{n}(T^{*}M)}为行列式线丛，n-形式是它的截面。
对不可定向流形，一个体积“伪”形式，也称为“奇”或“扭曲”的体积形式，可以定义为定向丛的一个处处非0截面；这个定义同样适用于定向流形。在这种看法下，（非扭曲的）微分形式就是“偶” n-形式。除非特别地讨论扭曲形式时，我们总是略去形容词“偶”。
第一次明确地引入扭曲微分形式是德拉姆。

## 定向
一个流形具有体积形式当且仅当它可定向，这也可以作为可定向的一个定义。
在G-结构的语言中，一个体积形式是一个SL-结构。因为{\displaystyle {\mbox{SL}}\to {\mbox{GL}}^{+}}是形变收缩（因为{\displaystyle {\mbox{GL}}^{+}={\mbox{SL}}\times \mathbf {R} ^{+}}，这里正实数视为纯量矩阵），一个流形具有一个SL-结构当且仅当具有一个{\displaystyle {\mbox{GL}}^{+}}-结构，即是一个定向。
在线丛的语言中，行列式丛{\displaystyle \Omega ^{n}(M)}的平凡性等价于可定向性，而一个线丛是平凡的当且仅当它有一个处处非0的截面，这样又得到，体积形式的存在性等价于可定向性。
对于伪体积形式，一个伪体积形式是一个{\displaystyle {\mbox{SL}}^{\pm }}-结构，因为{\displaystyle {\mbox{SL}}^{\pm }\to {\mbox{GL}}} 同伦等价（事实上是形变收缩），任何流形都有伪体积形式。类似地，定向丛总是平凡的，所以任何流形都有一个伪体积形式。

## 和测度的关系
任何流形有一个伪体积形式，因为定向丛（作为线丛）是平凡的。给定一个定向流形上的体积形式ω，密度 |ω| 是忘掉定向结构的非定向流形的一个伪体积形式。
任何伪体积形式ω（从而任何体积形式亦然）定义了一个波莱尔集合上一个测度：
{\displaystyle \mu _{\omega }(U)=\int _{U}\omega .\,\!}
注意区别，在于任何一个测度可以在（Borel）子集上积分，而一个体积形式只能在一个“定向”胞腔上积分。在单变量微积分中，写成{\displaystyle \int _{b}^{a}f\,dx=-\int _{a}^{b}f\,dx}，将{\displaystyle dx}视为体积形式而不是测度，{\displaystyle \int _{b}^{a}}表明“在{\displaystyle [a,b]}上沿着定向相反的反向积分”，有时记成{\displaystyle {\overline {[a,b]}}}。
进一步，一般的测度不必连续或光滑，他们不必由体积形式定义；或更形式地说，关于一个体积形式的Radon-Nikodym导数不必绝对连续。

## 例子

### 李群
任何李群，可以由平移定义一个自然的体积形式。这就是说，如果ωe  是{\displaystyle \bigwedge ^{n}T_{e}^{*}G}中一个元素，那么一个左不变形式可以定义为{\displaystyle \omega _{g}=L_{g}^{*}\omega _{e}}，这里Lg为左平移。作为一个推论，任何李群都是可定向的。这个体积形式在相差一个常数的意义下是惟一的，相应的测度称为哈尔测度。

### 辛流形
任何辛流形（或更确切地为殆辛流形）有一个自然的体积形式。如果M是一个带有辛形式ω的2n-维流形，那么由辛形式非退化可知ωn处处非零。作为一个推论，任何辛流形是可定向的（事实上，已经定向）。

### 黎曼体积形式
任何黎曼流形（或伪黎曼流形）有一个自然的体积（或伪体积）形式。在局部坐标系下，能写成表达式：
{\displaystyle \omega ={\sqrt {|g|}}dx^{1}\wedge \dots \wedge dx^{n}}
这里流形为n-维，{\displaystyle |g|}是流形上度量张量行列式的绝对值，{\displaystyle dx^{i}}为组成流形余切丛一组基的1形式。
这个体积形式有许多不同的记号，包括：
{\displaystyle \omega =\mathrm {vol} _{n}=\epsilon =*(1).\,\!}
这里∗是霍奇对偶，从而最后一个形式∗(1)强调体积形式是流形上常数映射的霍奇对偶。
尽管希腊字母ω经常用于表示体积形式，但是这个记法很难通用，符号ω在微分几何中经常有其它意思（比如辛形式），所以一个公式中的ω不一定就表示体积形式。
一个流形如果既是辛的又是黎曼的，如果流形是凯勒的那种方式定义的体积形式相等。

### 曲面的体积形式
体积形式一个简单的例子可以考虑嵌入n-维欧几里得空间中的2-维曲面。考虑子集{\displaystyle U\subset \mathbf {R} ^{2}}，以及映射函数
{\displaystyle \phi :U\to \mathbf {R} ^{n}}
定义了嵌入到{\displaystyle \mathbf {R} ^{n}}中的一个曲面。映射的雅可比矩阵为
{\displaystyle \lambda _{ij}={\frac {\partial \phi _{i}}{\partial u_{j}}}}
指标i从1跑到n，j从1跑到2。n-维空间的欧几里得度量诱导了集合U上的一个度量，度量矩阵分量为：
{\displaystyle g_{ij}=\sum _{k=1}^{n}\lambda _{ki}\lambda _{kj}=\sum _{k=1}^{n}{\frac {\partial \phi _{k}}{\partial u_{i}}}{\frac {\partial \phi _{k}}{\partial u_{j}}}}
度量的行列式由
{\displaystyle \det g=\left|{\frac {\partial \phi }{\partial u_{1}}}\wedge {\frac {\partial \phi }{\partial u_{2}}}\right|^{2}=\det(\lambda ^{T}\lambda )}
给出，这里{\displaystyle \wedge }是楔积。对一个正则曲面，这个行列式不为0；等价地，雅可比矩阵的秩为2。
现在考虑U的一个坐标变换，由微分同胚
{\displaystyle f\colon U\to U,\,\!}
给出。从而坐标{\displaystyle (u_{1},u_{2})}用{\displaystyle (v_{1},v_{2})}形式表示是{\displaystyle (u_{1},u_{2})=f(v_{1},v_{2})}。坐标变换的雅可比矩阵为：
{\displaystyle F_{ij}={\frac {\partial f_{i}}{\partial v_{j}}}}
在新坐标系下，我们有：
{\displaystyle {\frac {\partial \phi _{i}}{\partial v_{j}}}=\sum _{k=1}^{2}{\frac {\partial \phi _{i}}{\partial u_{k}}}{\frac {\partial f_{k}}{\partial v_{j}}}}
从而度量变换为：
{\displaystyle {\tilde {g}}=F^{T}gF}
这里  {\displaystyle {\tilde {g}}}是在v坐标系下的度量。行列式：
{\displaystyle \det {\tilde {g}}=\det g(\det F)^{2}}.
给出以上构造后，现在可以直接理解为什么体积在坐标变换下不变的。在2维，体积就是面积。子集{\displaystyle B\subset U}的面积由积分：
{\displaystyle {\begin{aligned}{\mbox{Area}}(B)&=\iint _{B}{\sqrt {\det g}}\;du_{1}du_{2}\\&=\iint _{B}{\sqrt {\det g}}\;\det F\;dv_{1}dv_{2}\\&=\iint _{B}{\sqrt {\det {\tilde {g}}}}\;dv_{1}dv_{2}\end{aligned}}}
给出。从而，在任一坐标系下，体积都有相同的表达式，即这个表达式在坐标变换下是不变的。
注意到在以上表达式中2维并没有任何特殊性，以上结论可以平凡地推广到任意维数。

## 体积形式不变性
体积形式不是惟一的，它们以如下方式组成了流形上非0函数上的一个旋子。这是Radon–Nikodym定理的一个几何形式。
给定M上一个处处函数f，和一个体积形式{\displaystyle \omega }，{\displaystyle f\omega }也是M上的体积形式。相反地，给定任何两个体积形式{\displaystyle \omega ,\omega '}，他们的比是一个处处非0函数（如果定向相同为正，定向相反为负）。
在坐标系中，他们都不过是一个处处非0函数乘以勒贝格测度，他们的比就是函数的比，这和坐标系的选取无关。本质上，这是{\displaystyle \omega '}关于{\displaystyle \omega }的Radon–Nikodym导数。

### 无局部结构
一个体积形式没有局部结构：任何两个体积形式（在相同维数的流形上）是局部同构的。
正式地说，这个结论意味着给定任何两个同维数的流形{\displaystyle M,N}，分别具有体积形式{\displaystyle \omega _{M},\omega _{N}}，对任何点{\displaystyle m\in M,n\in N}，存在一个映射{\displaystyle f\colon U\to V}（这里{\displaystyle U}是{\displaystyle m}的一个邻域而{\displaystyle V}是{\displaystyle n}的一个邻域），使得N（限制在邻域{\displaystyle V}上）上的体积形式拉回到{\displaystyle M}（限制在邻域{\displaystyle U}）上的体积形式：{\displaystyle f^{*}\omega _{N}\vert _{V}=\omega _{M}\vert _{U}}。给定维数的可微流形是局部微分同胚的；增添的判断标准是体积形式拉回到体积形式。
在1维情形，可以这样证明：给定{\displaystyle \mathbf {R} }上一个体积形式{\displaystyle \omega }，定义
{\displaystyle f(x):=\int _{0}^{x}\omega }
那么标准勒贝格测度{\displaystyle dx}通过f: {\displaystyle \omega =f^{*}dx}拉回到{\displaystyle \omega }，实际上，{\displaystyle \omega =f\,dx}。
高维数时，给定任何一点{\displaystyle m\in M}，存在一个邻域局部同胚于{\displaystyle \mathbf {R} \times \mathbf {R} ^{n-1}}，我们可以进行相同的步骤。

### 整体机构：体积
连通流形M上一个体积形式有一个惟一的整体不变量，即总体积（记作{\displaystyle \mu (M)}），在保持体积形式的映射下不变；总体积可能是无穷，比如{\displaystyle \mathbf {R} ^{n}}上的勒贝格测度。对于一个不连通流形，任何连通分支的体积是不变量。
用符号表示，如果{\displaystyle f\colon M\to N}是流形的同胚，将{\displaystyle \omega _{N}}拉回到{\displaystyle \omega _{M}}，那么
{\displaystyle \mu (N)=\int _{N}\omega _{N}=\int _{f(M)}\omega _{N}=\int _{M}f^{*}\omega _{N}=\int _{M}\omega _{M}=\mu (M)}
从而流形具有相同的体积。
体积形式也能在覆盖映射下拉回，在此情况下将体积乘以纤维的基数（形式地说，在纤维上积分）。在无穷重覆盖（比如{\displaystyle \mathbf {R} \to S^{1}}），有限体积流形上的体积形式拉回到一个无穷体积流形上的体积形式。
反过来，于尔根·莫泽的一个定理指出，对于连通紧流形上两个体积相等的体积形式{\displaystyle \omega _{1}}和{\displaystyle \omega _{2}}，存在一个流形的微分自同胚将{\displaystyle \omega _{1}}拉回到{\displaystyle \omega _{2}}，事实上存在由的流形成同痕。